# Ardisia mogotensis
Ardisia mogotensis är en viveväxtart som beskrevs av Ignatz Urban. Ardisia mogotensis ingår i släktet Ardisia och familjen viveväxter. Inga underarter finns listade i Catalogue of Life.